# Cantone di Saint-Privat
Il Cantone di Saint-Privat era una divisione amministrativa dell'arrondissement di Tulle.
A seguito della riforma approvata con decreto del 24 febbraio 2014, che ha avuto attuazione dopo le elezioni dipartimentali del 2015, è stato soppresso.

## Composizione
Comprendeva i comuni di:
- Auriac
- Bassignac-le-Haut
- Darazac
- Hautefage
- Rilhac-Xaintrie
- Saint-Cirgues-la-Loutre
- Saint-Geniez-ô-Merle
- Saint-Julien-aux-Bois
- Saint-Privat
- Servières-le-Château